# Ariane–3
Ariane–3 francia tervezésű háromfokozatú hordozórakéta.

## Története
Az Európai Űrügynökség (ESA) fejlesztette. A műholdak mérete nőtt, az Ariane–1-et a nagyobb teljesítményű Ariane–2 és Ariane–3 hordozórakétákra váltották, amelyeken több változtatást hajtottak végre.
Háromfokozatú, folyékony hajtóanyagú hordozórakéta, szükség szerint kiegészítve egy negyedik, szilárd hajtóanyagú rakétaegységgel. Induló tömege 237 tonna, magassága 49 m, átmérője 3,8 méter. Feladattól, magasságtól függően a szállítható tömeg 3480–1300 kilogramm között változhat. Első indítás 1984. augusztus 4-én, utolsó 1989. július 12-én történt. Tizenegy fellövésből 11 sikeres volt, összesen 19 műholdat szállított.

### 1. fokozat
Az Ariane–1 első fokozatát alkalmazták. Jele L–140. Hajtóanyagának induló tömege 160 tonna, magassága 18,40 m, törzsátmérője 3,8 méter. Hajtóanyaga N2O4/UDMH (1,70 :1), hajtóműveinek száma 4 darab, megerősített típusa Viking–5C.

### 2. fokozat
Jele L–33. Hajtóanyagának induló tömege 34,6 tonna, magassága 11,5, törzsátmérője 2,6 méter. Hajtóanyaga UDMH/AT (1,70 :1), hajtóműveinek száma 1 darab, típusa Viking–4.

### 3. fokozat
Jele H10. Hajtóanyagának induló tömege 1336 kilogramm, magassága 9,9, törzsátmérője 2,8 méter. Hajtóanyaga LH2/LOX, hajtóműveinek száma 1 darab, típusa HM–7B.
Beépített gázfúvókáival stabilitást segítő, manőverezésre képes. Számítógép egysége előre programozott.